# Karu süda
Karu süda é um filme de drama estoniano de 2001 dirigido e escrito por Arvo Iho e Nikolai Baturin. Foi selecionado como representante da Estônia à edição do Oscar 2002, organizada pela Academia de Artes e Ciências Cinematográficas.

## Elenco
- Rain Simmul - Nika / Nganasan
- Dinara Drukarova - Gitya
- Ilyana Pavlova - Emily
- Külli Teetamm - Laima